# Connantray-Vaurefroy
Connantray-Vaurefroy est une commune française, située dans le département de la Marne en région Grand Est.

## Géographie
|                  | Normée               | Lenharrée                               |
| Fère-Champenoise | Connantray-Vaurefroy | Vassimont-et-Chapelaine, vers Sommesous |
| Euvy             | Gourgançon, Semoine  | Montépreux                              |

### Hydrographie
La commune est dans la région hydrographique « la Seine de sa source au confluent de l'Oise (exclu) » au sein du bassin Seine-Normandie. Elle est drainée par la Superbe,.
La Superbe, d'une longueur de 40 km, prend sa source dans la commune de Vassimont-et-Chapelaine et se jette  dans l'Aube à Boulages, après avoir traversé douze communes. 

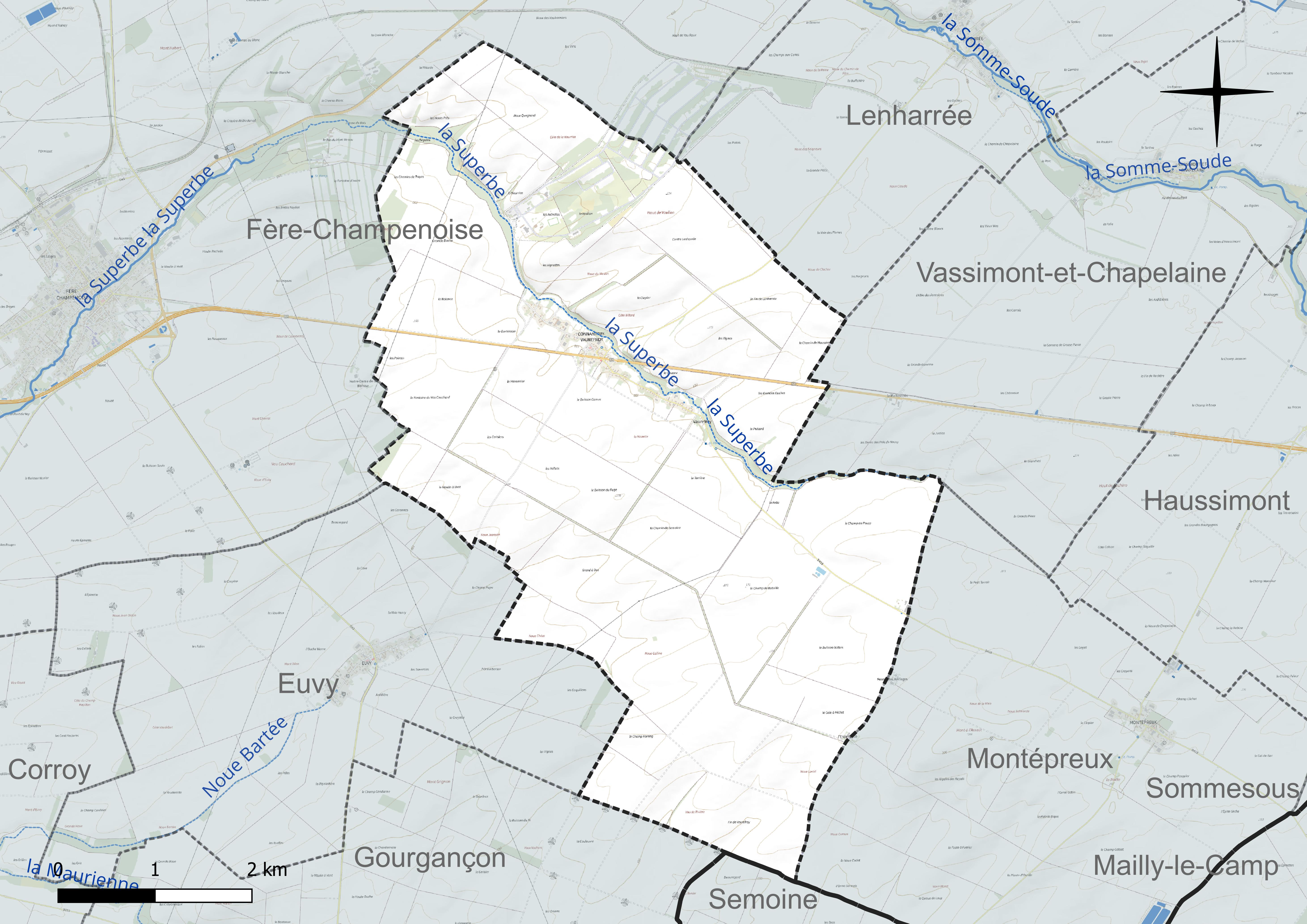
Réseau hydrographique de Connantray-Vaurefroy.

### Climat
Pour des articles plus généraux, voir Climat du Grand Est et Climat de la Marne.
En 2010, le climat de la commune est de type climat océanique dégradé des plaines du Centre et du Nord, selon une étude du Centre national de la recherche scientifique s'appuyant sur une série de données couvrant la période 1971-2000. En 2020, Météo-France publie une typologie des climats de la France métropolitaine dans laquelle la commune est exposée à un climat océanique altéré et est dans la région climatique  Nord-est du bassin Parisien, caractérisée par un ensoleillement médiocre, une pluviométrie moyenne régulièrement répartie au cours de l’année et un hiver froid (3 °C). 
Pour la période 1971-2000, la température annuelle moyenne est de 10,3 °C, avec une amplitude thermique annuelle de 16 °C. Le cumul annuel moyen de précipitations est de 740 mm, avec 12,1 jours de précipitations en janvier et 8 jours en juillet. Pour la période 1991-2020, la température moyenne annuelle observée sur la station météorologique de Météo-France la plus proche, « Sommesous », sur la commune de Sommesous à 10 km à vol d'oiseau, est de 10,8 °C et le cumul annuel moyen de précipitations est de 816,9 mm. 
La température maximale relevée sur cette station est de 42,2 °C, atteinte le 25 juillet 2019 ; la température minimale est de −26,5 °C, atteinte le 14 février 1956,,. 
Les paramètres climatiques de la commune ont été estimés pour le milieu du siècle (2041-2070) selon différents scénarios d'émission de gaz à effet de serre à partir des nouvelles projections climatiques de référence DRIAS-2020. Ils sont consultables sur un site dédié publié par Météo-France en novembre 2022.

## Urbanisme

### Typologie
Au 1er janvier 2024, Connantray-Vaurefroy est catégorisée commune rurale à habitat dispersé, selon la nouvelle grille communale de densité à sept niveaux définie par l'Insee en 2022.
Elle est située hors unité urbaine et hors attraction des villes,.

### Occupation des sols
L'occupation des sols de la commune, telle qu'elle ressort de la base de données européenne d’occupation biophysique des sols Corine Land Cover (CLC), est marquée par l'importance des territoires agricoles (91,4 % en 2018), une proportion identique à celle de 1990 (91,4 %). La répartition détaillée en 2018 est la suivante : 
terres arables (91,4 %), forêts (4,2 %), zones urbanisées (2 %), milieux à végétation arbustive et/ou herbacée (1,4 %), zones industrielles ou commerciales et réseaux de communication (1 %). L'évolution de l’occupation des sols de la commune et de ses infrastructures peut être observée sur les différentes représentations cartographiques du territoire : la carte de Cassini (XVIIIe siècle), la carte d'état-major (1820-1866) et les cartes ou photos aériennes de l'IGN pour la période actuelle (1950 à aujourd'hui).

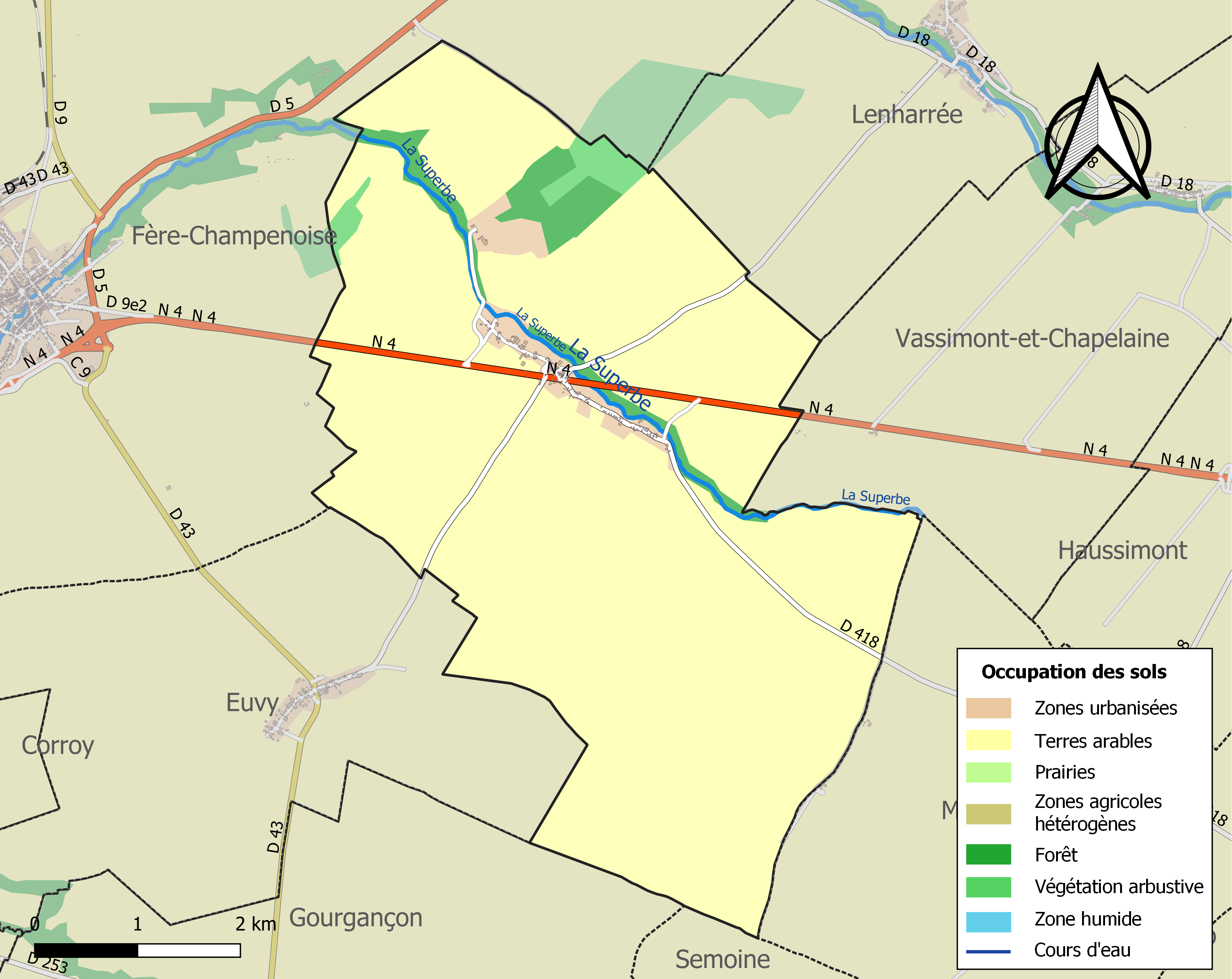
Carte des infrastructures et de l'occupation des sols de la commune en 2018 (CLC).

## Toponymie
Par décrêt des 24/04 et 04/06/1867, Connantray absorbe la commune de Vaurefroy et prend le nom de Connantray-Vaurefroy. 
Connantray est attesté sous les formes Conantrel (1131-1142) ; Connantrel (1168) ; Conentrel (1183) ; Conantrellum (1295) ; Connentray (1367) ; Connantrellum (1542) ; Commentray (1603) ; Connentrey (1605) ; Conantray (1683) ; Conantret (1738) ; « Conantriacum, alias Conantrellum, vulgo Conantray » (1755).

Connantray, confondu, au XVe siècle, avec les noms gallo-romains en -acum, est diminutif de Connantre, issu de Contractus, désignant un « lieu resserré ».
Vaurefroy est attesté sous les formes Vallis Roffridi (1130) ; Valrainfroit (vers 1222) ; Vaureffroy (1366) ; Vaurefroy (1367) ; Vaufroy, Vaulefroy (1633) ; Vaurrefroy (1734) ; Vorrefroy (XVIIIe siècle).

Vaurefroy est issu de Vaura Fridicus « Val froid, Vallée stérile ».

## Histoire
La commune de Vaurefroy a été absorbée par celle de Connantray en 1867. En 1887 des fouilles se font dans un tumulus et mettent au jour une présence gauloise.
Le village voit arriver le 10 septembre 1914 le 19e bataillon de chasseurs à pied qui est engagé dans la première bataille de la Marne. Ce régiment repart le lendemain.
En décembre 2004, un adjudant artificier en conflit avec sa hiérarchie se retranche dans un bunker d'un camp militaire situé sur la commune et où sont entreposées 64 tonnes de munitions. Il menace alors de tout faire sauter ce qui conduit à l'évacuation de Connantray et de deux villages voisins, Lenharrée et Normée. Le forcené se rendra au GIGN 48 heures plus tard.

## Politique et administration
| Période                                  | Période                      | Identité          | Étiquette | Qualité                         |
| ---------------------------------------- | ---------------------------- | ----------------- | --------- | ------------------------------- |
| Les données manquantes sont à compléter. |                              |                   |           |                                 |
| 2001                                     | En cours (au 4 juillet 2014) | Thierry Mathellie | UMP       | Réélu pour le mandat 2014-2020, |

## Démographie
L'évolution du nombre d'habitants est connue à travers les recensements de la population effectués dans la commune depuis 1793. Pour les communes de moins de 10 000 habitants, une enquête de recensement portant sur toute la population est réalisée tous les cinq ans, les populations de référence des années intermédiaires étant quant à elles estimées par interpolation ou extrapolation. Pour la commune, le premier recensement exhaustif entrant dans le cadre du nouveau dispositif a été réalisé en 2008.

En 2022, la commune comptait 137 habitants, en évolution de −18,45 % par rapport à 2016 (Marne : −1,19 %, France hors Mayotte : +2,11 %).
| 1793 | 1800 | 1806 | 1821 | 1831 | 1836 | 1841 | 1846 | 1851 |
| ---- | ---- | ---- | ---- | ---- | ---- | ---- | ---- | ---- |
| 230  | 215  | 189  | 138  | 269  | 227  | 248  | 245  | 235  |

| 1856 | 1861 | 1866 | 1872 | 1876 | 1881 | 1886 | 1891 | 1896 |
| ---- | ---- | ---- | ---- | ---- | ---- | ---- | ---- | ---- |
| 236  | 231  | 213  | 318  | 317  | 294  | 281  | 261  | 265  |

| 1901 | 1906 | 1911 | 1921 | 1926 | 1931 | 1936 | 1946 | 1954 |
| ---- | ---- | ---- | ---- | ---- | ---- | ---- | ---- | ---- |
| 249  | 249  | 249  | 223  | 229  | 218  | 190  | 207  | 210  |

| 1962 | 1968 | 1975 | 1982 | 1990 | 1999 | 2006 | 2008 | 2013 |
| ---- | ---- | ---- | ---- | ---- | ---- | ---- | ---- | ---- |
| 238  | 210  | 173  | 173  | 166  | 159  | 198  | 189  | 177  |

| 2018 | 2022 | - | - | - | - | - | - | - |
| ---- | ---- | - | - | - | - | - | - | - |
| 150  | 137  | - | - | - | - | - | - | - |

## Culture locale et patrimoine

### Lieux et monuments

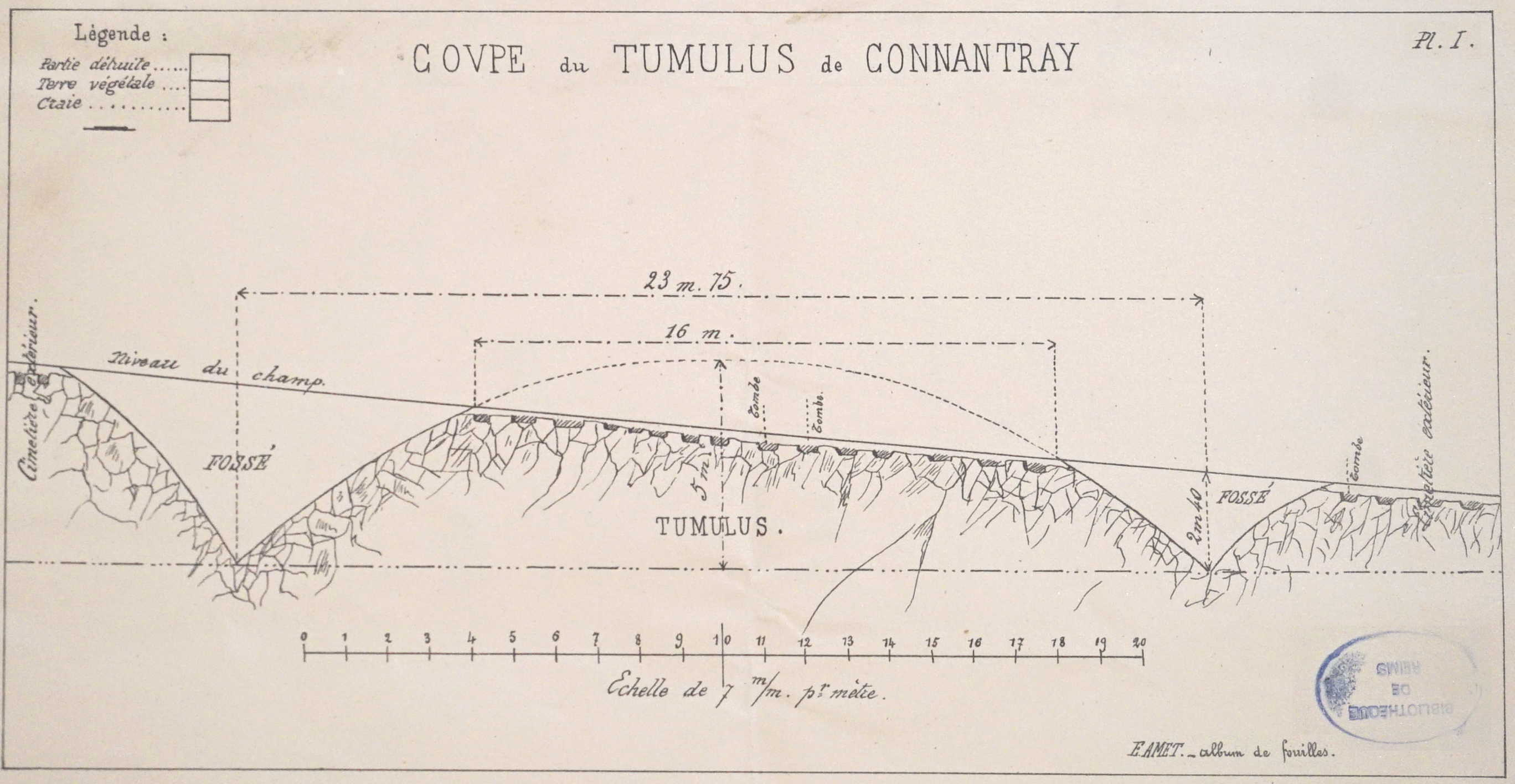
Tumulus de Connantray fouillé en 1887 par E.Amet.

- Église Saint-Hilaire.